# Mpu Prapanca
Mpu Prapanca est l'auteur de l'épopée en vieux-javanais Nagarakertagama qui raconte l'histoire du royaume Majapahit. Il était moine bouddhiste et a écrit cette chronique en 1365 à titre d'éloge funèbre de Hayam Wuruk, roi de Majapahit.